# Proton (lanciatore)
Il Proton (Прото́н) è un tipo di vettore spaziale sovietico collaudato la prima volta nel 1965 e tuttora utilizzato nelle missioni scientifiche e commerciali della Federazione Russa.
La sua designazione formale è UR-500, ma è anche conosciuto come D-1.
Il progetto del Proton era stato elaborato come un "super ICBM", ovvero un missile balistico intercontinentale capace di trasportare una testata nucleare di 10 o più Megatoni a una distanza di 12000 km (come previsto dal programma GR-2). Le dimensioni del vettore, peraltro molto più grandi di quelle degli ICBM classici, non ne implicarono mai un uso militare, sfruttando l'ampia capacità per lanciare satelliti artificiali o sonde nello spazio.
Il Proton è il parto dell'ingegno dell'ufficio di design Vladimir Čelomei, come riprogettazione del booster N1 di Sergej Pavlovič Korolëv, con l'intento specifico di mandare una navicella Zond attorno alla Luna con due uomini a bordo. Con la chiusura del programma Saturn V, il Proton divenne il più imponente sistema di lancio in orbita fino all'implementazione del razzo Energia, che avvenne nel 1987.
Il carburante del razzo è una miscela di 1,1-dimetilidrazina e perossido di azoto. Questi liquidi ipergolici bruciano a contatto, eliminando la necessità di un sistema di ignizione. Vengono mantenuti a temperatura ambiente, senza quindi il bisogno di studiare materiali che reagiscano correttamente a basse temperature e permettendo al razzo di restare in rampa per un tempo indefinito, senza quindi dover preoccuparsi dell'evaporazione dei carburanti criogenici. Ciò non toglie, ad ogni buon conto, che come propellente siano state scelte sostanze altamente tossiche.
Tra il primo volo del 1965 e il 1970, il Proton si è dimostrato un vettore decisamente inaffidabile, causando la perdita di molti veicoli spaziali. Nei primi anni settanta i difetti passarono al vaglio di uno staff di tecnici, che li risolsero rendendo il Proton un vero e proprio punto fermo dell'astronautica, utilizzato ancora oggi.
Questo tipo di razzo portò in orbita i primi voli spaziali circumlunari, le stazioni spaziali Saljut, il segmento esterno della Mir ed entrambi i moduli russi Zarja e Zvezda della Stazione spaziale internazionale, oltre a una certa quantità di sonde per l'esplorazione di Venere e Marte.
Attraverso il Proton vengono anche messi in orbita satelliti artificiali di tipo commerciale, gran parte dei quali gestiti dalla ILS.
Il 1º marzo 2006 un razzo Proton-M non riuscì a lanciare un satellite televisivo, ArabSat4. Dopo il distacco regolare del primo, secondo e terzo stadio, il modulo più alto non rispose ai comandi e non riuscì a piazzare ArabSat4 in orbita geostazionaria. La causa fu individuata nella presenza di un piccolo detrito nel serbatoio del perossido di azoto .
La capacità di lancio a bassa orbita terrestre è di circa 20 tonnellate. La capacità di trasferimento interplanetario è di un quarto di tale grandezza.

## Specifiche tecniche del Proton 8K82K
| Stadio     | Massa a pieno carico | Massa a vuoto | Spinta   | Isp   | Tempo di spinta | Isp(sl) | Diametro | Span   | Lunghezza | Propellenti | Motori           | Altre designazioni |
| ---------- | -------------------- | ------------- | -------- | ----- | --------------- | ------- | -------- | ------ | --------- | ----------- | ---------------- | ------------------ |
| Proton K-1 | 450510 kg            | 31 100 kg     | 10470 kN | 316 s | 124 s           | 267 s   | 4,15 m   | 7,40 m | 21,20 m   | N2O4/UDMH   | 6 × RD-253-11D48 | 8S810K             |
| Proton K-2 | 167 828 kg           | 11 715 kg     | 2 399 kN | 327 s | 206 s           | 230 s   | 4,15 m   | 4,15 m | 14,00 m   | N2O4/UDMH   | 4 × RD-0210      | 8S811K             |
| Proton K-3 | 50 747 kg            | 4 185 kg      | 630 kN   | 325 s | 238 s           | 230 s   | 4,15 m   | 4,15 m | 6,50 m    | N2O4/UDMH   | 1 × RD-0212      | RD-0212            |
| Proton K-4 | 22 170 kg            | 2 370 kg      | 83 kN    | 326 s | 3 000 s         |         | 2,50 m   | 4,10 m | 2,61 m    | LOX/RP-1    | 1 × RD58         | 11S824             |

## Specifiche tecniche del Proton-M
| Stadio             | Massa a pieno carico | Massa a vuoto | Spinta      | Isp   | Tempo di spinta | Isp(sl) | Diametro | Span   | Lunghezza | Propellenti | Motori           | Status        |
| ------------------ | -------------------- | ------------- | ----------- | ----- | --------------- | ------- | -------- | ------ | --------- | ----------- | ---------------- | ------------- |
| Proton KM-1        | 450400 kg            | 31 000 kg     | 1074000 kgf | 317 s | 108 s           | 285 s   | 7,40 m   | 7,40 m | 21,00 m   | N2O4/UDMH   | 6 × RD-253-14D14 | In produzione |
| Proton K-2 8S811K  | 167 828 kg           | 11 715 kg     | 244652 kgf  | 327 s | 206 s           | 230 s   | 4,15 m   | 4,15 m | 14,00 m   | N2O4/UDMH   | 4 × RD-0210      | In produzione |
| Proton K-3         | 50 747 kg            | 4 185 kg      | 64260 kgf   | 325 s | 238 s           | 230 s   | 4,15 m   | 4,15 m | 6,50 m    | N2O4/UDMH   | 1 × RD-0212      | In produzione |
| Proton KM-4 Briz M | 22 170 kg            | 2 370 kg      | 2000 kgf    | 326 s | 3 000 s         |         | 2,50 m   | 4,10 m | 2,61 m    | N2O4/UDMH   | 1 × S5.98M       | In produzione |